# Royal Entomological Society
La Royal Entomological Society es una asociación que se dedica al estudio de los insectos. Sus objetivos son difundir información sobre estos y mejorar la comunicación entre entomólogos .
La sociedad fue fundada en 1833 como la Sociedad Entomológica de Londres . Tuvo muchos antecedentes comenzando como la Sociedad de Entomólogos de Londres .

## Historia
La fundación de la sociedad comenzó con una reunión de "caballeros y amigos de la ciencia entomológica", celebrada el 3 de mayo de 1833 en el Museo Británico convocada por Nicholas Aylward Vigors, con la presidencia de John George Children . Estuvieron presentes el reverendo Frederick William Hope y los naturalistas Cardale Babington, William Yarrell, John Edward Gray, James Francis Stephens, Thomas Horsfield, George Thomas Rudd y George Robert Gray . Se leyeron cartas de Adrian Hardy Haworth, George Bennett y John Curtis donde expresaban su pesar por no poder asistir a la reunión.
Decidieron que debía crearse una sociedad para la promoción de la entomología en sus diversas ramas y debería llamarse Sociedad Entomológica de Londres ( Entomological Society of London, en inglés). J.G. Children, F.W. Hope, J.F. Stephens, W. Yarrell y G. Rudd fueron elegidos para formar un comité, con G.R. Gray como secretario. J.G. Children se convirtió en el primer presidente y William Kirby (1759–1850) fue nombrado presidente honorario vitalicio. La fecha real de la fundación de la sociedad fue probablemente el 22 de mayo de 1833, cuando los miembros se reunieron en Thatched House Tavern, en St James's Street. Durante esta reunión, George Robert Waterhouse (1810–1888) fue elegido bibliotecario y curador de insectos y registros. A partir de esta reunión, se eligieron miembros honorarios extranjeros: Johann Cristoph Friedrich Klug (1775–1856), Wilhem de Haan (1801–1855), Victor Audouin (1797–1841), Johann Ludwig Christian Gravenhorst (1777–1857), Christian Rudolph Wilhelm Wiedemann (1770–1840), Carl Eduard Hammerschmidt (1800–1874) y Alexandre Louis Lefèbvre de Cérisy (1798–1867). William Blandell Spence (1813-1900) recibió la tarea de mantener las relaciones con los entomólogos continentales.[cita requerida]
La sociedad comenzó a constituir una biblioteca, siendo una de las primeras incorporaciones la biblioteca personal de Adrian Hardy Haworth (1767–1833), adquirida por John Obadiah Westwood (1805–1893) en nombre de la sociedad. La colección de insectos también aumentó.
En septiembre de 1834, la sociedad contaba con 117 miembros honorarios y 10 miembros de pleno derecho. A las mujeres se les permitió ser miembros y se beneficiaron de los mismos derechos que los hombres. Una publicación comenzó en noviembre de 1834 bajo el título Transacciones de la Sociedad Entomológica de Londres .
El secretario G.R. Gray renunció el mismo año y fue reemplazado por J.O. Westwood. Bajo el impulso de este último entomólogo, que tenía muchas funciones, la sociedad dio grandes pasos. En particular, Charles Darwin (1809-1882) asistió con regularidad a su regreso del viaje en el HMS Beagle: se convirtió en miembro del consejo y vicepresidente en 1838. J.O. Westwood dejó sus funciones en 1848 y fue reemplazado por Edward Doubleday (1810–1849) y William Frederick Evans. Ellos, a su vez, pronto fueron reemplazados. En 1849, se nombró un secretario encargado de recoger las actas de las reuniones en la persona de John William Douglas (1814-1905), cargo que ocupó hasta 1856. Fue asistido entre 1851-1852 por Henry Tibbats Stainton (1822-1892), entr 1853-1854 por William Wing (1827-1855) y entre 1855-1856 por Edwin Shepherd, quien luego reemplazó a J.W. Douglas en su puesto. Edward Wesley Janson (1822-1891), agente de historia natural, editor y entomólogo, fue curador de las colecciones de la Sociedad Entomológica de 1850-1863 y bibliotecario de 1863-1874.
Edward Mason Janson (1847–1880) asumió el cargo de curador de manos de Frederick Smith (1805–1879), quien luego se fue a trabajar en el Museo Británico. H.T. Stainton, que se involucraba cada vez más en la vida de la sociedad, parecía tener algunos problemas para trabajar con E.M. Janson. Fue reemplazado por W. Wing en 1852. En este año, la sociedad se mudó de su edificio en el 17 de Old Bond Street al 12 de Bedford Row. Al año siguiente, tres de los cuatro máximos responsables de la sociedad fueron reemplazados: Edward Newman (1801–1876) ocupó el lugar de J.O. Westwood como presidente, Samuel Stevens (1817–1899) ocupó el lugar de W. Yarrell como tesorero y W. Wing el lugar de H.T. Stainton como secretario.
En 1885, la reina Victoria otorgó a la sociedad su carta real . En 1933, año del centenario de la sociedad, el rey Jorge V le otorgó el privilegio de agregar la palabra "Royal" a su título, convirtiéndola en la Royal Entomological Society.

## Estructura y actividades
El líder de la sociedad es el monarca del Reino Unido y su segundo al mando es el Conde de Selborne . La sociedad se rige por su consejo, que está presidido por el presidente de la sociedad, de acuerdo con un conjunto de estatutos. Los miembros del consejo, el presidente y los demás funcionarios son elegidos entre los miembros y miembros de la sociedad. El objetivo de la Royal Entomological Society es la mejora y difusión de la ciencia entomológica. Esto se logra a través de publicaciones, reuniones científicas, apoyando y financiando expediciones entomológicas y eventos públicos. La sociedad mantiene una biblioteca entomológica en su sede en St Albans, Reino Unido. y convoca a más de 15 grupos de interés especial, que cubren una variedad de campos científicos dentro de la entomología.
Con el apoyo de más de 60 organizaciones asociadas, la sociedad organiza la Semana Nacional de los Insectos, una iniciativa bienal para involucrar al público en la importancia de los insectos y la entomología, a través de cientos de eventos y actividades en todo el Reino Unido. La sociedad también organiza Festivales de Insectos, una serie bienal de eventos de un día en York y Bristol que celebran los insectos y la entomología. En 2016, la sociedad celebró su primera conferencia EntoSci, EntoSci16, para promover la entomología entre los 14 y los 18 años. El evento ahora se lleva a cabo cada dos años.
En 2022, la sociedad anunció que patrocinará un jardín en el RHS Chelsea Flower Show 2023 con la organización benéfica Project Giving Back, el jardín será diseñado por Tom Massey y tendrá hábitats para diferentes tipos de insectos y un laboratorio para estudiarlos.

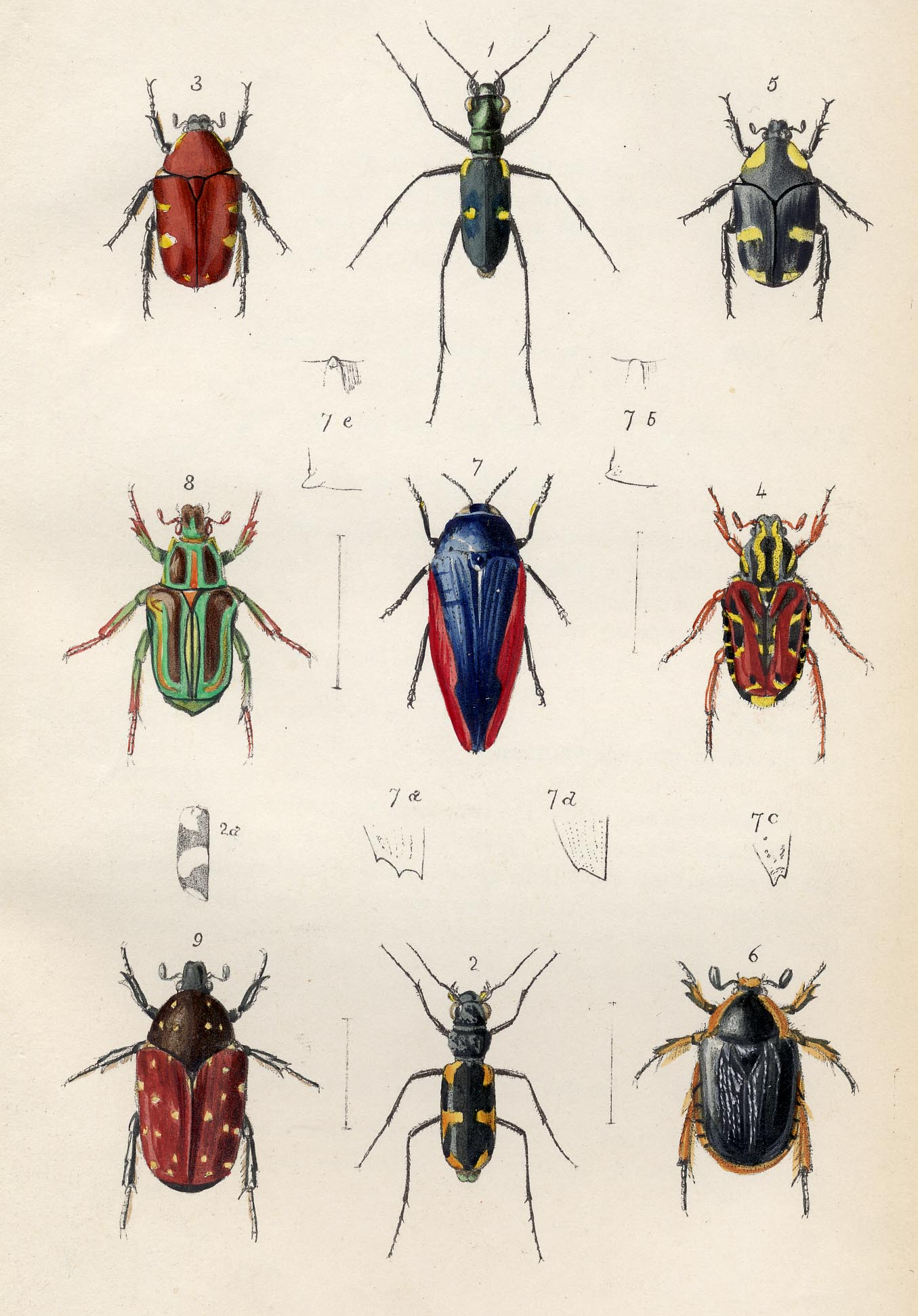
Plancha de Transacciones de la Sociedad Entomológica de 1848

## Publicaciones
La sociedad publica siete revistas científicas:
- Agricultural and Forest Entomology
- Ecological Entomology
- Insect Conservation and Diversity
- Insect Molecular Biology
- Medical and Veterinary Entomology
- Physiological Entomology
- Systematic Entomology

Los miembros y becarios reciben la revista trimestral de noticias entomológicas Antena .
La sociedad también publica una serie de manuales sobre la identificación de insectos. El objetivo de estos manuales es proporcionar claves de identificación ilustradas para los insectos de Gran Bretaña, junto con información morfológica, biológica y de distribución concisa. La serie también incluye varias listas de verificación de insectos británicos. Todos los libros contienen dibujos lineales, y los volúmenes más recientes incluyen fotografías en color. En los últimos años, el Field Studies Council ha publicado nuevos volúmenes de la serie y se benefician de la asociación con las guías de identificación AIDGAP y Synopsis of the British Fauna .

## Compañerismo
La Royal Entomological Society tiene una membresía internacional e invita solicitudes de becas de aquellos que han hecho una contribución sustancial a la entomología, a través de publicaciones u otras pruebas de logros. Las solicitudes se remiten a un Comité del Consejo, que luego envía una recomendación al Consejo. Los becarios tienen derecho a hacer uso del título "Fellow of the Royal Entomological Society" y el sufijo "FRES" puede considerarse como un título académico.

## Premios
Como es habitual, la RES otorga diversos premios. Éstos incluyen:
- Premio RES Goodman
- Premio Marsh a la Conservación de Insectos
- Premio Alfred Russell Wallace
- Medalla JO Westwood
- Conferencia conmemorativa de Wigglesworth

## Insignia

Insignia de la Real Sociedad Entomológica

En la fundación de la Sociedad Entomológica en 1833, William Kirby fue nombrado presidente vitalicio honorario y Stylops melittae (entonces conocido como Stylops kirbyi ) fue adoptado como símbolo de la sociedad. El sello se usó por primera vez para una carta de la sociedad a William Kirby, que fue firmada por el presidente y 30 miembros en 1836 para agradecerle por presentarle a la sociedad un gabinete que contenía toda su colección de insectos. William Kirby fue el responsable de clasificar a los Strepsiptera como un orden separado. La insignia de la sociedad se ha mantenido casi sin cambios desde su primer uso.

## Oficiales

### Presidentes honoríficos vitalicios
- 1833-1850: William Kirby
- 1883–1893: John Obadiah Westwood
- 1933-1943: Edward Bagnall Poulton

### presidentes
Las siguientes personas han sido presidentes de la sociedad:
- 1833–1834: John George Children
- 1835–1836: Frederick William Hope
- 1837–1838: James Francis Stephens
- 1839–1840: Frederick William Hope
- 1841–1842: William Wilson Saunders
- 1843–1844: George Newport
- 1845–1846: Frederick William Hope
- 1847–1848: William Spence
- 1849–1850: George Robert Waterhouse
- 1852–1853: John Obadiah Westwood
- 1853–1854: Edward Newman
- 1855–1856: John Curtis
- 1856–1857: William Wilson Saunders
- 1858–1859: John Edward Gray
- 1860–1861: John William Douglas
- 1862–1863: Frederick Smith
- 1864–1865: Francis Polkinghorne Pascoe
- 1866–1867: John Lubbock, 1st Baron Avebury
- 1868–1869: Henry Walter Bates
- 1870–1871: Alfred Russel Wallace
- 1874–1875: William Wilson Saunders
- 1878:      Henry Walter Bates
- 1879–1880: John Lubbock, 1st Baron Avebury
- 1881–1882: Henry Tibbats Stainton
- 1883–1884: Joseph William Dunning
- 1885–1886: Robert McLachlan
- 1887–1888: David Sharp
- 1889–1890: Lord Thomas de Grey Walsingham
- 1891–1892: Frederick DuCane Godman
- 1893–1894: Henry John Elwes
- 1895–1896: Raphael Meldola
- 1897–1898: Roland Trimen
- 1899–1900: George Henry Verrall
- 1901–1902: William Weekes Fowler
- 1903–1904: Edward Bagnall Poulton
- 1905–1906: Frederick Merrifield
- 1907–1908: Charles Owen Waterhouse
- 1909–1910: Frederick Augustus Dixey
- 1911–1912: Francis David Morice
- 1913–1914: George Thomas Bethune-Baker
- 1915–1916: Nathaniel Charles Rothschild
- 1917–1918: Charles Joseph Gahan
- 1919–1920: James John Walker
- 1921–1922: Lionel Walter Rothschild
- 1923–1924: Edward Ernest Green
- 1927–1928: James Edward Collin
- 1929–1930: Karl Jordan
- 1931–1932: Harry Eltringham
- 1933–1934: Edward Bagnall Poulton
- 1934–1935: Sheffield Airey Neave
- 1936–1937: Augustus Daniel Imms
- 1938–1939: John Claud Fortescue Fryer
- 1940–1941: Kenneth Gloyne Blair
- 1942–1943: Patrick Alfred Buxton
- 1943–1944: Edward Alfred Cockayne
- 1945–1946: Geoffrey Douglas Hale Carpenter
- 1947–1948: Carrington Bonsor Williams
- 1949–1950: Sir Vincent Brian Wigglesworth
- 1951–1952: Norman Denbigh Riley
- 1953–1954: Patrick Alfred Buxton
- 1955–1956: Wilfrid John Hall
- 1957–1958: Owain Westmacott Richards
- 1959–1960: Boris Petrovitch Uvarov
- 1961–1962: George Copley Varley
- 1963–1964: Sir Vincent Brian Wigglesworth
- 1965–1966: Eric Omar Pearson
- 1967–1968: John Stodart Kennedy
- 1969–1970: Howard Everest Hinton
- 1971–1972: Colin Gasking Butler
- 1973–1974: Anthony David Lees
- 1975–1976: Donald Livingston Gunn
- 1977–1978: John David Gillett
- 1979–1980: Reginald Charles Rainey
- 1981–1982: Helmut Fritz van Emden
- 1983–1984: Sir Thomas Richard Edmund Southwood
- 1985–1986: Trevor Lewis
- 1987–1988: Victor Frank Eastop
- 1989–1990: Jack P. Dempster
- 1991–1992: Sir Cyril Astley Clarke
- 1993–1994: Miriam Louisa Rothschild
- 1995–1996: Richard Lane
- 1997–1998: Walter M. Blaney
- 1999–2000: Roger L. Blackman
- 2001–2002: Michael Frederick Claridge
- 2002–2004: Christopher Peter Haines
- 2004–2006: Hugh David Loxdale
- 2006–2008: Jim Hardie
- 2008–2010: Linda M. Field
- 2010–2012: Stuart Edward Reynolds
- 2012–2014: Jeremy A. Thomas
- 2014–2016: John A. Pickett
- 2016–2018: Michael Hassell
- 2018–2020: Chris D. Thomas
- 2020–2022: Helen Roy
- 2022-    : Jane Hill

|}
- Miembros de la Royal Entomological Society (de Londres)
- Manuales de la Royal Entomological Society